# Panikarcza
Panikarcza (ukr. Панікарча) – wieś na Ukrainie, w obwodzie kijowskim, w rejonie obuchowskim, w hromadzie Rzyszczów. W 2020 liczyła 320 mieszkańców.